# Eilema obliquistria
Teulisna obliquistria là một loài bướm đêm thuộc phân họ Arctiinae, họ Erebidae.